# Walter Ernst (Konsistorialpräsident)
Walter Friedemann Ernst (* 5. März 1857 in Gotha; † 17. Januar 1928 in Eppstein) war ein deutscher Verwaltungsjurist. Er war Konsistorialpräsident der Evangelischen Landeskirche in Nassau, einer Vorgängerkirche der Evangelischen Kirche in Hessen und Nassau.

## Leben
Ernst besuchte das Maria-Magdalenen-Gymnasium in Breslau und studierte Rechtswissenschaft an der Ruprecht-Karls-Universität Heidelberg und der Schlesischen Friedrich-Wilhelms-Universität. Er war Mitglied der Corps Rhenania Heidelberg und Borussia Breslau. Nach dem Referendarexamen und der Promotion zum Dr. iur. trat er 1878 in die Rechtspflege. Zunächst diente er als Einjährig-Freiwilliger in Naumburg (Saale). 1883 wurde er Assessor beim Oberlandesgericht Breslau, 1884 Amtsrichter in Oppeln. 
Er trat 1887 zur allgemeinen Staatsverwaltung über und wurde 1889 Regierungsrat bei der Preußischen Ansiedlungskommission in Posen. 1892 kam er an das Oberpräsidium der Provinz Ostpreußen. In Königsberg i. Pr. wurde er 1897 Verwaltungsgerichtsdirektor. Im September 1899 trat er an die Spitze des Konsistoriums in Wiesbaden, der Leitungsbehörde der evangelischen Kirche im ehemaligen Herzogtum Nassau, das seit 1866 ein Teil der preußischen Provinz Hessen-Nassau war. Ab 1900 leitete er im Nebenamt auch das Konsistorium der Evangelischen Landeskirche Frankfurt am Main.
Im Ersten Weltkrieg war Ernst anfangs Hauptmann der Landwehr und Kompanieführer beim Ersatz-Landsturm-Bataillon; auf Veranlassung des Kultusministeriums wurde dann aber wieder für seine Dienststelle reklamiert. Aus Anlass der Jahrhundertfeier der Nassauischen Union verlieh die theologische Fakultät der Philipps-Universität Marburg 1917 die Ehrendoktorwürde. Am 1. Juli 1919 trat er in den Ruhestand. Im Frühjahr 1920 zog er nach Eppstein.

## Ehrungen
- Dr. theol. h. c. der Universität Marburg
- Roter Adlerorden III. Klasse mit der Schleife und der Krone[2]
- Roter Adlerorden II. Klasse mit Eichenlaub[2]
- Eisernes Kreuz am weißen Bande[2]
- Königlicher Kronen-Orden (Preußen) II. Klasse[2]
- Wirkl. Geh. Oberkonsistorialrat mit dem Rang der Räte 1. Klasse[2]